# Vampyriscus brocki
Vampyriscus brocki es una especie de murciélagos de América del Sur. Se encuentran en el noroeste de Brasil, Colombia, Guyana, Surinam y Perú.